# نانسی ۸
«نانسی ۸» آلبومی از هنرمند اهل لبنان نانسی عجرم است که در ۱ فروردین ۱۳۹۳ منتشر شد.
این آلبوم هشتمین آلبوم رسمی نانسی و دهمین آلبوم او در مجموع است.